# Leptotheca
Genre
Leptotheca est un genre de mousses.
Attention, il existe aussi un genre de parasites aquatiques Leptotheca (embranchement Myxozoa, classe Myxosporea, ordre Bivalvulida, famille Ceratomyxidae). Il s'agit d'un cas de synonymie et Leptotheca Thélohan, 1895 est accepté sous le nom de Ceratomyxa Thélohan, 1892.

## Liste des espèces
Selon Catalogue of Life :
- Leptotheca boliviana
- Leptotheca gaudichaudii